# Warhammer 40,000

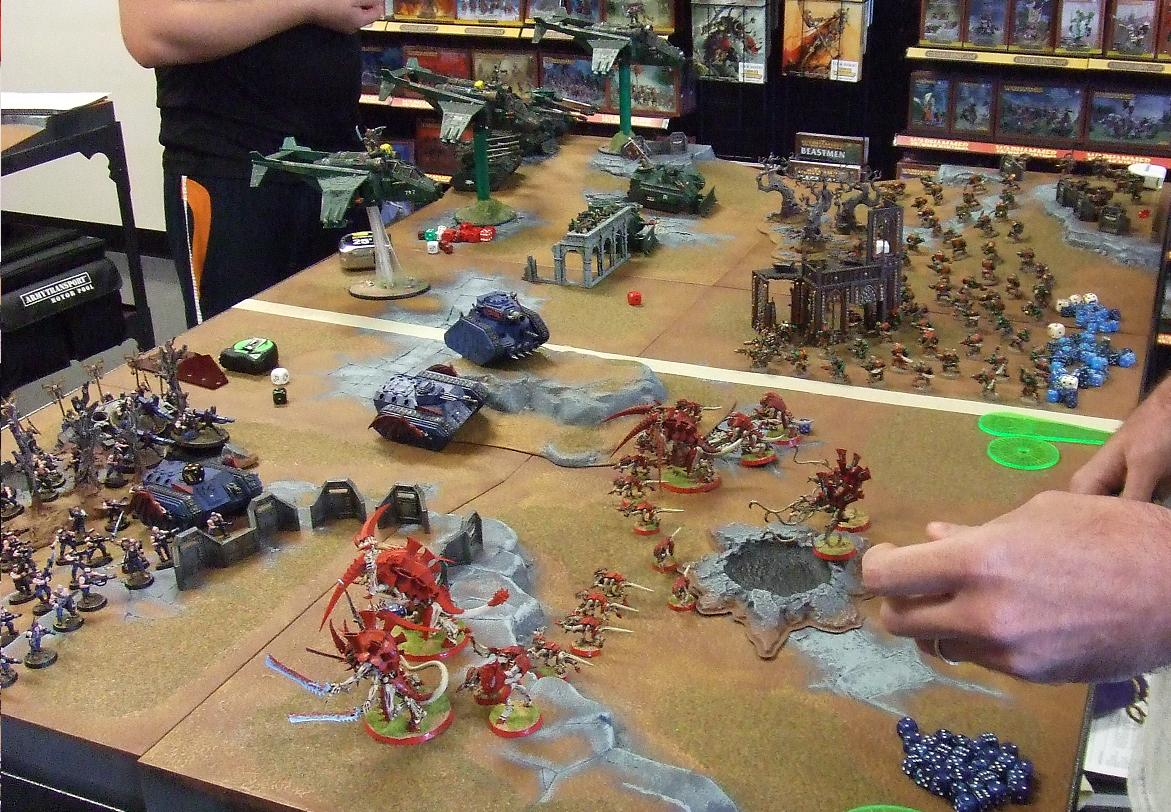
Rozgrywka Warhammer 40,000

Warhammer 40,000 (w dosłownym tłumaczeniu Wojenny Młot 40000 lub Młot Bojowy 40000) – strategiczna gra bitewna o rozległym tle fabularnym, zakładająca rozgrywkę dla dwóch, lub więcej graczy przy użyciu miniaturowych modeli pojazdów, żołnierzy i innych obiektów, opracowana przez brytyjskie studio Games Workshop.
Warhammer 40,000 jest osadzoną w realiach science fantasy, siostrzaną wersją gry Warhammer Fantasy Battle, która z kolei osadzona jest fabularnie w świecie fantasy, pełnym magii, rycerzy i baśniowych stworów. Fabuły obydwu gier łączy istnienie bogów Chaosu, czyli okrutnych bóstw żyjących we wszechświecie równoległym do wszechświata materialnego.
Mianem Warhammer 40,000 określane jest też całe fikcyjne uniwersum opisane przez twórców na potrzeby gry. Jest to ponury świat w odległej przyszłości, targany brutalnymi konfliktami. Jednymi z jego głównych bohaterów są Kosmiczni Marines (ang. Space Marines) – nadludzko sprawni wojownicy, wyznający podobny do średniowiecznego kodeksu rycerskiego etos, strzegący Imperium – ogromnego, galaktycznego państwa ludzkości, określonego przez Games Workshop jako „potworna cywilizacja”, mającego być przestrogą przed totalitaryzmem.

## Opis świata

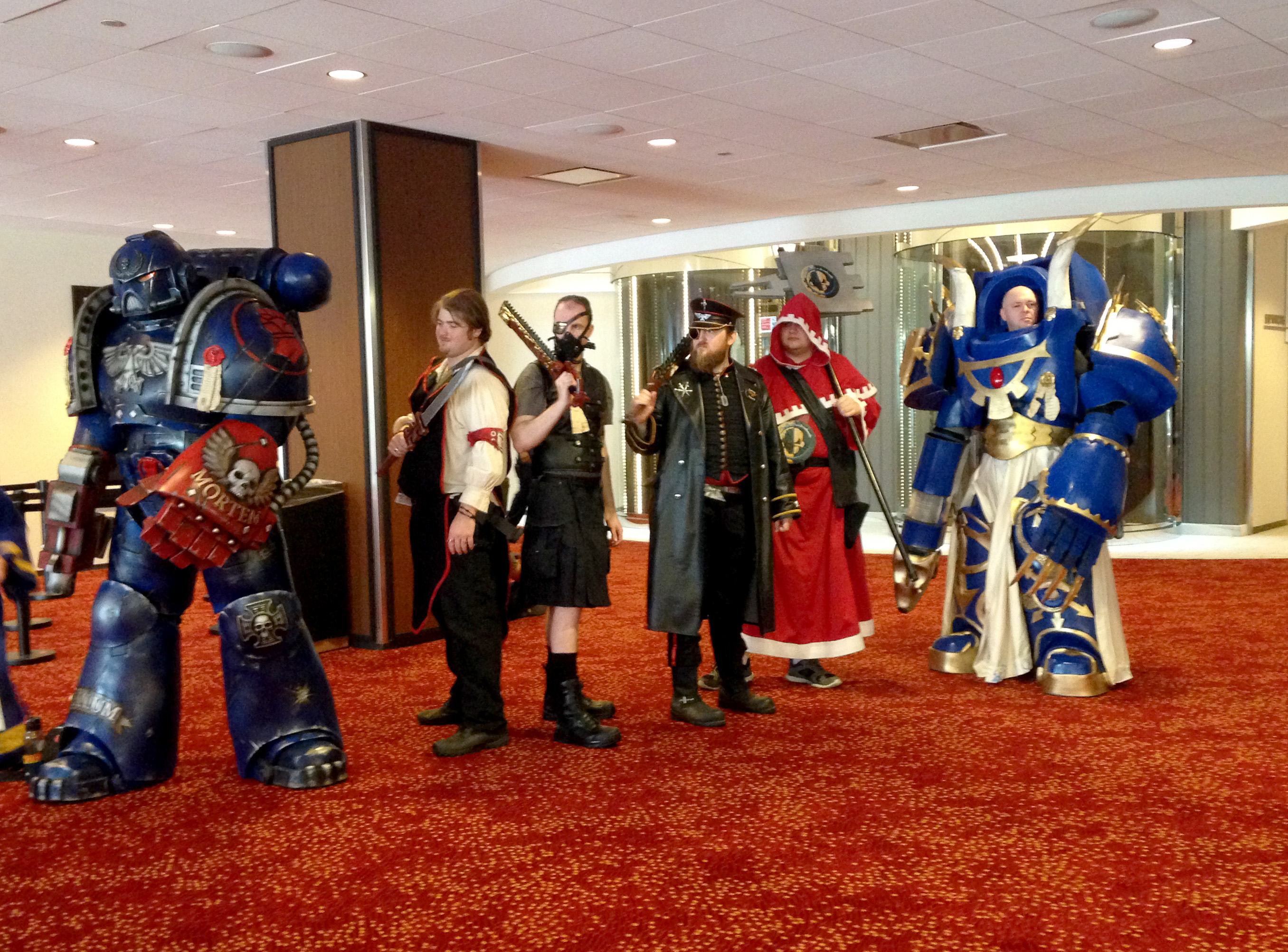
Cosplay z uniwersum Warhammer 40k

Świat gry umieszczony jest po 40000 r. n.e. w obszarze galaktyki spiralnej nazywanej Drogą Mleczną, u apogeum ery panowania człowieka w tymże układzie.
Główny wątek wielopłaszczyznowej fabuły krąży wokół zmagań rządzącej się bezwzględną doktryną ludzkości z innymi kosmicznymi potęgami i z własnymi konfliktami wewnętrznymi. Ludzie od tysiącleci utrzymują hegemonię zorganizowani w ogromnym organizmie państwowym zwanym oficjalnie Imperium Ludzkości (ang. Imperium of Man) ze stolicą na Ziemi zwanej inaczej Terra (oficjalnie Święta Terra – ang. Holy Terra), które skupia blisko milion zamieszkanych planet i obejmuje większy obszar galaktyki. Ludzkie państwo jest tu dystopijnym tworem, w którym panuje ustrój feudalny i olbrzymie nierówności społeczne, propagowana jest opresywna ksenofobia, i wyższość ludzi nad innymi cywilizacjami, natomiast postęp (również technologiczny) i nowe ruchy myślowe są traktowane jak herezja i surowo tępione. Pomimo iż Imperium na dostęp do technologii przekraczającej aktualny poziom zaawansowania technicznego, to prawie w całości jest ona odtwarzana na podstawie schematów stworzonych przez ludzkość w czasach poprzedzających jego założenie. Większość wiedzy technicznej jest dostępna jedynie techno-kapłanom (ang. "Tech-priest"), którzy procesy konstrukcji i konserwacji maszyn traktują jak rytuały religijne. Oficjalnie na czele całego państwa stoi Imperator, który od dziesięciu tysięcy lat umieszczony jest w urządzeniu zwanym Złotym Tronem w stanie przypominającym śpiączkę. Ze względu na to jego wola interpretowana i wykonywana jest przez olbrzymią biurokrację imperialną, natomiast oficjalna doktryna Imperium ogłosiła Imperatora bóstwem. Kult imperialny jest religią państwową Imperium, której wyznanie jest obowiązkowe dla większości obywateli.
Większość ras obcych (pogardliwie określanych jako xenos) spotykana przez ludzi w Galaktyce jest wrogo nastawiona i również pragnie realizować swoje interesy (najczęściej sprzeczne z interesami ludzi) za wszelką cenę, co prowadzi do nieustannych i brutalnych konfliktów między ludźmi a obcymi, ale również poszczególnych ras obcych między sobą. 
W uniwersum istnieją również siły nadprzyrodzone mieszczące się w równoległym wymiarze nazywanym Osnową (ang. Warp) będącym odbiciem umysłów istot żywych. Osnowa jest źródłem magii/psioniki z której mogą korzystać niektórzy ludzie posiadający predyspozycje lub całe gatunki, jak np. Eldarzy. Najczęściej byty żyjące w Osnowie są niegodne zaufania lub wrogo nastawione względem świata materialnego i dlatego korzystanie z mocy psionicznych wiąże się z wielkim zagrożeniem. Negatywne emocje istot żywych formują w Osnowie zjawisko zwane Chaosem. Istnieje czworo bogów Chaosu: Khorne - bóg krwi i przemocy, Nurgle - bóg zarazy i rozkładu, Tzeentch - bóg zmiany i magii oraz Slaanesh - bóg rozkoszy i bólu. Bogowie Chaosu nieustannie próbują podbić Galaktykę jak i nieustanie toczą walki o wpływy pomiędzy sobą. Również istoty śmiertelne mogą przejść na stronę Chaosu, najczęściej otrzymując różne korzyści w zamian za dożywotnią służbę na rzecz któregoś bóstwa.

## Główne strony konfliktu

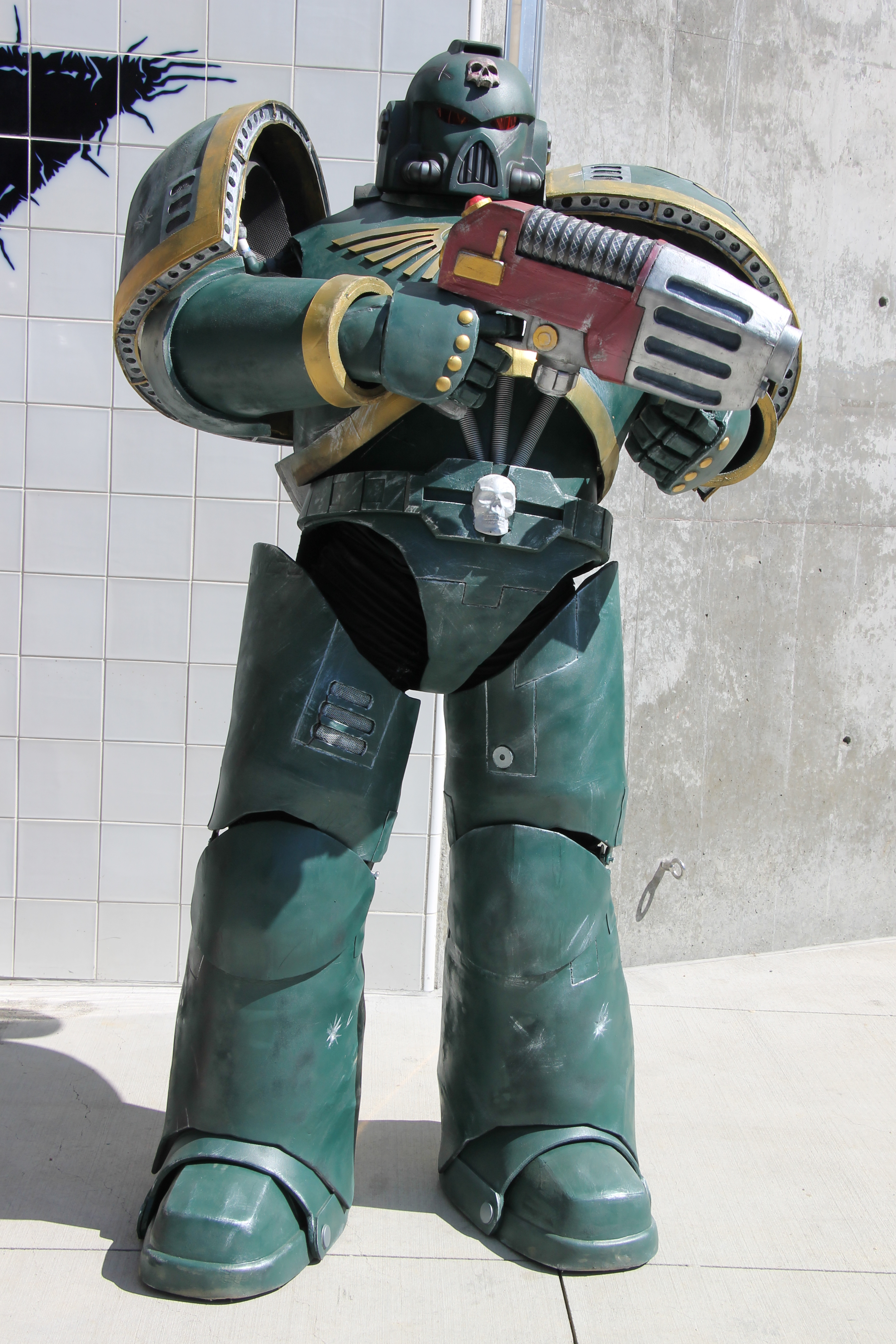
Cosplay Kosmicznego Marine

### Imperium Ludzkości
Imperium Ludzkości powstało po upadku pierwszej międzygwiezdnej ludzkiej cywilizacji, kiedy Imperator wyszedł z ukrycia i ogłosił Wielką Krucjatę w celu odbicia wszystkich światów na których kiedykolwiek żyli ludzie i zapewnienia dominacji ludzkiej rasy w Galaktyce. W wyniku Herezji Horusa, w której Imperium odniosło pyrrusowe zwycięstwo, jego ekspansja znacząco spowolniła i jest ono ze wszystkich stron otoczone przez zagrażających mu wrogów.
Pomimo że fabularnie Imperium jest jednym państwem, w systemie gry figurkowej zostało podzielone na wiele frakcji, co daje graczom najszerszy wybór modeli oraz stylów gry związanych z poszczególnymi armiami. W skład sił imperialnych wchodzą:

#### Adeptus Astartes (Kosmiczni Marines)
Początkowo Kosmiczni Marines zostali stworzeni na potrzeby Wielkiej Krucjaty, która w 30 tysiącleciu miała odbić wszystkie światy na których kiedykolwiek mieszkali ludzie i wcielić je do rozrastającego się Imperium. Początkowo byli zrzeszeni w Legionach, na czele których stali Prymarchowie - genetycznie zmodyfikowani superludzie zaprojektowani przez samego Imperatora, którzy służyli też jako genetyczne wzorce dla swoich legionów. Po Herezji Horusa lojalne Legiony zostały podzielone na mniejsze zakony (ang. Chapter), z których każdy kontynuuje własne swoje własne tradycje-zazwyczaj pochodzące od tradycji jego pierwotnego Legionu. Większość zakonów nie wierzy w boskość Imperatora, lecz mimo to darzy go fanatycznym szacunkiem jako największego spośród ludzi. Proces transformacji młodego chłopca w Kosmicznego Marine zaczyna się w nastoletnim wieku i polega na wszczepianiu kolejnych syntetycznych organów powodujących wzrost do rozmiarów znacząco przekraczających standardowe rozmiary człowieka i zapewniających posiadaczom nadludzkie możliwości. Podczas transformacji nowicjusze przechodzą rygorystyczny trening i indoktrynację mające zapewnić maksymalne wykorzystanie ich zdolności w walce i bezwzględną lojalność względem Imperium. W walce kosmiczni Marines dodatkowo noszą charakterystyczne cybernetyczne pancerze, które zapewniają im ochronę znacznie większą niż wytrzymałość ich zmodyfikowanego ciała. Kosmiczni Marines służą  w krytycznych przypadkach jako elitarne siły uderzeniowe Imperium tam, gdzie Gwardia Imperialna lub siły zbrojne są niewystarczające.
Postać kosmicznego Marine jest połączeniem archetypów genetycznie zmodyfikowanego żołnierza i średniowiecznego rycerza. Mimo, że fabularnie są bardzo małymi siłami względem innych sił Imperium, jest to najpopularniejsza armia wśród graczy i kolekcjonerów. Space Marines posiadają bardzo szeroki wybór jednostek, które nadają się do realizacji właściwie dowolnych taktyk bitewnych. Jednostki Kosmicznych Marines są też wytrzymalsze od przeciętnych jednostek innych armii i mają bardzo dobre statystyki względem kosztów punktów, co czyni rozgrywkę łatwiejszą dla początkujących jak i oferuje szerokie możliwości dla doświadczonych. Niektóre zakony Kosmicznych Marines posiadają swoje unikatowe jednostki lub postaci, które dołączone do armii sprzyjają realizacji bardziej ofensywnych taktyk (np. Krwawe Anioły) lub defensywie (np. Imperialne Pięści).

#### Adepta Sororitas (Siostry Bitwy)
Siostry bitwy to zakony (ang. Order) religijne złożone wyłącznie z kobiet, które służą jako zbrojne siły Adeptus Ministorium-oficjalnego imperialnego kościoła sprawującego kult Imperatora. Ponieważ na podstawie starożytnych dekretow Ministorium nie może posiadać "żadnych mężczyzn pod bronią", aby walczyć głównie z heretykami polega głównie na Siostrach Bitwy. Oddziały Sióstr Bitwy często służą też jako wsparcie dla inkwizytorów Ordo Hereticus. Zazwyczaj rekrutowane są one spośród sierot i poddawane rygorystycznemu treningowi, w wielu aspektach przypominających trening Kosmicznego Marine. W odróżnieniu od Marines nie przechodzą procesu transformacji zwiększającego rozmiary i możliwości ciała, więc zarówno ich pancerze jak i broń są dostosowane do rozmiarów zwykłego człowieka. Podobnie, w odróżnieniu od większości zakonów Space Marines wszystkie Siostry Bitwy fanatycznie wierzą w boskość Imperatora i wyznają oficjalną imperialną religię.  W walce przeciwko licznym wrogom Imperium ich wiara tylko dodaje im sił.
Siotry Bitwy są wzorowane na żeńskich zakonach religijnych i zakonach rycerskich. Jest to zrównoważona armia mogąca realizować różne strategie, pod tym względem rozgrywka nimi przypomina armię Space Marines. Zazwyczaj posiadają one dodatkowe umiejętności bojowe fabularnie wynikające z ich wiary.

#### Adeptus Custodes
Adeptus Custodes są elitarną strażą przyboczną Imperatora-ich głównym zadaniem jest strzeżenie pałacu Imperialnego, w głębi którego stoi Złoty Tron. Pochodzą z arystokratycznych rodów Terry i w wyniku tajemnych procesów uzyskują rozmiary i możliwości fizyczne przewyższające nawet Kosmicznych Marines. Ze względu na pełnioną funkcję mają dostęp do potężnego uzbrojenia zachowanego z czasów poprzedzających Herezję Horusa lub nawet założenie Imperium, co czyni ich najpotężniejszymi, jednak bardzo nielicznymi, wojownikami w Imperium. Charakterystyczną cechą która ich wyróżnia-oprócz rozmiaru-są noszone przez nich bogato zdobione złote pancerze.
Adeptus Custodes posiadają bardzo silne jednostki, jednak ze względu na ich wysoką punktację ich armie są znacząco mniejsze od przeciętnego przeciwnika podczas bitew. Rozgrywka nimi wymaga umiejętnego wykorzystania przewagi wynikającej z ich wytrzymałości i silnych ataków, tak aby zniwelować przewagę liczebną wroga.

#### Adeptus Mechanicus
Adeptus Mechanicus są kastą techno-kapłanów pochadzącą z Marsa i na podstawie traktatów założycielskich Imperium niemal całkowicie niezależną od reszty imperialnych struktur i rządzącą się swoimi własnymi prawami. Nie praktykują oni oficjalnego kultu Imperatora, ale Kult Mechanicus-religię Boga Maszyn którego fizycznym wcieleniem (Omnimesjaszem) miał być Imperator. Kult Mechanicus głosi wyższość maszyny nad słabym ciałem, więc wraz z kolejnymi stopniami wtajemniczenia kolejne części ciała techno-kapłana zastępowane są cybernetycznymi implantami, przez co kapłani postawieni najwyżej w hierarchii bardziej przypominają już maszyny niż ludzi. Jako jedyna frakcja w Imperium techno-kapłani Adeptus Mechanicus posiadają wiedzę dotyczącą konstruowania i obsługi zaawansowanej technologii, które traktują jak religijne rytuały. Celem kultu Mechanicus jest odzyskanie wiedzy technicznej ludzkości zapisanej w SCT-schematach technicznych powstałych w czasach na długo przed założeniem Imperium, gdy ludzkość była bardziej zaawansowana naukowo. W celu znalezienia i odszukania wszystkich schematów SCT rozsianych po całej Galaktyce techno-kapłani Adeptus Mechanicus organizują swoje własne krucjaty.
Rozgrywka Adeptus Mechanicus w grze opiera się głównie na walce dystansowej z wykorzystaniem egzotycznej broni-rzadko lub wcale niespotykanej u innych armii. Pojedyncze figurki techno-kapłanów służą jako dowódcy i zazwyczaj wystawiane są ze znacznie większą liczbą ich cybernetycznych podwładnych służących jako trzon armii oraz dodatkowych pojazdów i robotów służących jako wsparcie.

#### Astra Militarum (Gwardia Imperialna)
Gwardia Imperialna została założona po Herezji Horusa, kiedy Legiony Kosmicznych Marines zostały rozwiązane lub przeszły na stronę Chaosu i pojawiło się zapotrzebowanie na inny rodzaj podstawowych sił zbrojnych Imperium. Regimenty Gwardii rekrutowane są praktycznie w całym Imperium i wykorzystywane w licznych kampaniach wojennych. W odróżnieniu jednak od Space Marines czy Custodes, Gwardziści nie przechodzą modyfikacji genetycznych ani nie noszą specjalnych pancerzy, również ich uzbrojenie jest znacznie gorszej jakości. Oczekiwany czas życie przeciętnego Gwardzisty nie jest zbyt długi, ponieważ Gwardia Imperialna zazwyczaj stosuje agresywne taktyki nie liczące się z życiem żołnierzy.
W rozgrywce Gwardia Imperialna bazuje głównie na przewadze liczebnej jednostek piechoty, które mimo że nie posiadają mocnych ataków ani dużej wytrzymałości-są w stanie przytłoczyć wroga samą liczebnością. Oprócz tego armia Gwardzistów posiada również modele artylerii i pojazdów pancernych, które doskonale nadają się do wspierania zmasowanego ataku piechoty.

#### Inkwizycja
Po Herezji Horusa na szczytach władz Imperium zapanowała paranoja przeciwko potencjalnym zagrożeniom zewnętrznym i wewnętrznym jakie mogą czekać na Imperium. Aby zapobiegać takim zagrożeniom powołano Inkwizycję, stanowiącą odpowiednik tajnej policji w państwach totalitarnych. Inkwizycja dzieli się na trzy główne gałęzie: Ordo Malleus - mający przeciwdziałać zagrożeniu ze strony Chaosu, Ordo Xenos - mający eliminować zagrożenia ze strony obcych ras inteligentnych oraz Ordo Hereticus - zajmujący się głównie tropieniem nielojalności i odstępstw od Kultu Imperialnego.
Inkwizycja odpowiada tylko przed Imperatorem, co w praktyce oznacza że inkwizytor może wykorzystywać niemal wszystkie środki by zrealizować swoje zadania i podlega kontroli co najwyżej ze strony innych inkwizytorów.
Inkwizycja nie posiada zbyt wielu własnych modeli, co czyni grę wyłącznie tą frakcją ciężką do scharakteryzowania. Inkwizytorów zazwyczaj można dołączać jako dowódców do innych imperialnych armii.

#### Szarzy Rycerze
Kiedy po Herezji Horusa zagrożenie ze strony Chaosu stało się jasne i wyraźne, powołano specjalny zakon Kosmicznych Marines dedykowany do zwalczania demonicznych inwazji. Samo Istnienie Szarych Rycerzy jest jedną z najpilniej strzeżonych tajemnic Imperium, a nawet Arcylordowie Terry nie znają większości szczegółów ich działań. Od zwyczajnych Space Marines różnią się tym, że każdy Szary Rycerz posiada zdolności psioniczne, a większość broni przeznaczonych do zwalczania demonicznego zagrożenia bazuje właśnie na tych umiejętnościach. Wszystkim Szarym Rycerzom w momencie rekrutacji wymazywane są wspomnienia i przechodzą indoktrynację znacznie bardziej rygorystyczną niż zwyczajni Marines - wszystko aby być odpornym na pokusy ze strony Chaosu, z którym mają regularny kontakt. Przy zwalczaniu demonicznych zagrożeń zazwyczaj współpracują z inkwizytorami Ordo Malleus. Choć Szarzy Rycerze są zakonem Kosmicznych Marines, to zarówno w oficjalnych kodeksach gry jak i wśród fanów traktuje się ich jako zupełnie oddzielną frakcję.
Gra Szarymi Rycerzami bardzo przypomina grę Kosmicznymi Marines. W zależności od edycji gry Szarzy Rycerze posiadają różne dodatkowe umiejętności i jednostki, które pozwalają zmodyfikować standardowe taktyki dla Kosmicznych Marines.

#### Rycerze Imperialni
W czasach złotego wieku nauki i techniki, kiedy ludzkość zaczynała kolonizację Galaktyki, większość ekspedycji kolonizacyjnych wyposażone było w schematy SCT zawierające wielkie i zaawansowane maszyny kroczące wyposażone w ciężką broń do obrony przed potencjalnymi zagrożeniami. Początkowo piloci tych maszyn pełnili czysto praktyczną rolę obrońców kolonii, jednak wraz z czasem maszyny zaczęły być przekazywane z pokolenia na pokolenie, a piloci z obrońców zmienili się we władców planet kierujących się kodeksem honorowym i etosem rycerskim. Właśnie w ten sposób powstały rody rycerskie, z których historia większości jest dłuższa niż Imperium. Po odkryciu ich istnienia większość rodów rycerskich złożyła przysięgi wierności względem Imperatora lub Adeptus Mechanicus, stając się w ten sposób częścią Imperium. Rycerze często w poszukiwaniu chwały lub z konieczności realizacji obowiązku względem suwerena biorą udział w krucjatach wraz z innymi siłami imperium.
Gra Rycerzami różni się bardzo od innych armii, ponieważ armia Rycerzy zazwyczaj liczy tylko od kilku do kilkunastu modeli znacznie przekraczających rozmiarami modele z innych armii. Pojedynczy model kosztuje bardzo dużą liczbę punktów, jednak posiada mocną broń i dużą wytrzymałość. Armia ta raczej nie jest zalecana początkującym graczom, ponieważ wymaga wprawnego operowania małą liczbą silnych modeli przeciwko znacznie liczniejszym przeciwnikom.

### Chaos
Chaos to zbiorcze określenie bóstw Chaosu, ich wyznawców, a także demonów Chaosu. Bogowie Chaosu nie mogą wychodzić poza Osnowę, więc ich wolę wypełniają wielomilionowe hordy kultystów, Kosmicznych Marines i techno-kapłanów, którzy przeszli na stronę Chaosu, oraz demony będące odzwierciedleniem aspektów bóstw Chaosu. Choć bogowie Chaosu i demony istnieli już wcześniej, to zasadnicza część potęgi Chaosu powstała w 31. tysiącleciu, kiedy Mistrz Wojny Horus zdradził Imperium i przekonał zarówno swoje wojska jak i siły ośmiu innych Prymarchów do przejścia na jego stronę. Po katastroficznej wojnie domowej znanej jako Herezja Horusa zdradzieckie legiony zostały pokonane i zmuszone do ucieczki do Oka Terroru, olbrzymiej mgławicy będącej bramą do siedzib bogów Chaosu.
Siły Chaosu są rządzone żelazną ręką przez okrutnego Abaddona Łupieżcę (ang. Abaddon the Despoiler), prymarchów Chaosu, Hurona Bezwględnego (ang. Huron Blackheart), oraz wielu innych watażków, często napadają na Imperium w celu pozyskania niewolników, zapasów, broni, oraz żeby wykazać się w oczach swoich bóstw. 
Pomimo przynależności do Chaosu poszczególne jego frakcje bardzo często mają wzajemnie sprzeczne interesy i rywalizują o dominację, co prowadzi do częstych konfliktów między nimi.

#### Marines Chaosu
Marines Chaosu w większości pochodzą z legionów przeciągniętych na stronę Chaosu w czasie Herezji Horusa, jednak co jakiś czas dołączają do nich pojedynczy Marines lub czałe zakony, które popadają w herezję i postanawiają sprzeciwić się Imperium. W zamian za lojalną służbę na rzecz Chaosu przestają się starzeć i dołączają do Długiej Wojny prowadzonej przeciwko Imperium od czasu Herezji Horusa. Najlepsi wojownicy, którzy zaskarbili sobie przychylność Chaosu lub któregoś bóstwa mogą zostać budzącymi grozę Czempionami Chaosu. Uzdolnionym psionicznie przejście na stronę Chaosu oferuje odblokowanie pełnego potencjału, w wyniku czego zostają Czarnoksiężnikami Chaosu. Choć termin Marines Chaosu może obejmować Marines oddanych na służbę jednego bóstwa, to zazwyczaj używa się go tylko w stosunku do Legionów oddanych Chaosowi Niepodzielonemu.
Podobnie jak w przypadku lojalnych Marines armia Marines Chaosu oferuje bardzo szerokie możliwości taktyczne, jednak z preferencją na bardziej ofensywne strategie. W odróżnieniu od lojalnych Marines ich siły w ramach jednej armii mogą być wspierane przez licznych, lecz słabych kultystów Chaosu.

#### Tysiąc Synów
Od momentu stworzenia Legion Tysiąca Synów był legionem w którym większość Marines posiadała moce psioniczne, a ich Prymarcha Magnus Czerwony był jednym z najbardziej zdolnych psioników w całej Galaktyce. Podczas Herezji Horusa w wyniku intrygi uknutej przez Tzeentcha-boga zmiany, magii i podstępu- zostali uznani za zdrajców i jako karę za zdradę zaatakowano ich świat macierzysty. Śmiertelnie zraniony Magnus, aby uratować siebie i swój legion został zmuszony do prawdziwej zdrady Imperium i przejścia na służbę Tzeentcha. W wyniku nieudanego zaklęcia, które miało ograniczyć mutacje będące konsekwencją służby dla Chaosu większość legionistów-za
wyjątkiem najpotężniejszych psioników, którzy zostali Czarnoksiężnikami-zmieniła się w pył, a ich dusze zostały związane z ich pancerzami. Teraz Czarnoksiężnicy Legionu dowodzący oddziałami pancerzy wypełniają enigmatyczne plany Tzeentcha, służąc jako jego marionetki.

Armia Tysiąca Synów bazuje na atakach dystansowych i taktykach modyfikujących warunki pola bitwy za pomocą magii. Wymaga raczej umiejętnej gry i odpowiedniego łączenia ze sobą mocnych stron różnych jednostek.

#### Gwardia Śmierci
Gwardia Śmierci była legionem najbardziej wytrzymałych Marines podczas Wielkiej Krucjaty. Ich prymarcha Mortarion od samego początku miał uraz do Imperatora i nie ufał mu, więc gdy tylko nadarzyła się okazja dołączył do sił Horusa w wojnie domowej. Podczas Herezji Horusa legion został zakażony tajemniczą chorobą, której nawet ich legendarna odporność nie była w stanie się oprzeć. Aby uwolnić swój legion od bolesnej agonii Mortarion zgodził oddać się na służbę Nurgla-boga chorób, rozkładu i śmierci, co przemieniło jego legion w Marines Plagi. Gwardia Śmierci przemierza teraz Galaktykę zajmując kolejne światy i roznosząc plagi w imię Pana Zarazy.
W grze armia Gwardii Śmierci bazuje na wytrzymałości własnych jednostek i osłabianiu przeciwnika, co pozwala realizować rozmaite taktyki.

#### Pożeracze Światów
Legion Pożeraczy Światów pod wodzą swojego Prymarchy Angrona był legionem, który zawsze wykorzystywał agresywną taktykę. Po odtworzeniu zapomnianego schematu technicznego, zaczęli oni stosować implanty nerwowe zwiększające agresję swoich własnych Marines. Podczas Herezji Horusa Angron kierowany głęboką urazą i nienawiścią do Imperatora przyłączył się do rebelii. Ze względu na wielką ilość okrutnych i brutalnych czynów popełnionych w trakcie Herezji dostali się oni pod wpływ Khorna-boga krwi, przemocy i brutalności, w wyniku tego zostali Berserkerami Khorna. Od tego czasu prowadzą niekończącą się kampanię brutalnych i krwawych bitew, aby zyskiwać przychylność swojego patrona.
Armia Pożeraczy Światów bazuje na bardzo agresywnych taktykach polegających na jak najszybszym zbliżeniu się do przeciwnika i walce w zwarciu. Jednostki pożeraczy światów zazwyczaj nie mają zbyt wielu możliwości ataków dystansowych, a wszelkie ich dodatkowe atuty służą wsparciu szarży i ataków wręcz.

#### Dzieci Imperatora
Podczas Wielkiej Krucjaty ten legion przez dążenie do perfekcji stał się ulubionym legionem Imperatora, który nadał im tę nazwę. Na skutek intrygi ich prymarcha Fulgrim, a wraz z nim większość lefionu dostali się pod wpływ Slaanesha, boga przyjemności, bólu i doznań, który wykorzystał ich perfekcjonistyczną obsesję. Sprawiło to, że w trakcie Herezji Horusa opowiedzieli się przeciw Imperatorowi i otwarcie przeszli na stronę Chaosu. Ich charakterystyczną cechą która ich odróżnia od reszty heretyckich Marines jest stosowanie Marines Kakofonii wyposażonych w broń soniczną. Aby zyskać przychylność swojego patrona Dzieci Imperatora starają się najpełniej doświadczać ekscesów walki i pokonywania przeciwnika.
Cechą charakterystyczną armii Dzieci Imperatora jest duża szybkość jednostek, przez co bardziej niż inne legiony Chaosu nadają się do prowadzenia walki manewrowej. Mimo preferencji do walki w zwarciu, w odróżnieniu od bardziej agresywnych frakcji dobrze sprawdzają się też w walce na dystans.

#### Demony Chaosu
Demony Chaosu powstają w Osnowie jako odbicie negatywnych myśli i uczuć istot żywych. Jedynie bardzo nieliczne są na tyle silne, by istnieć samodzielnie więc większość z nich stanowi armie na służbie któregoś z bóstw Chaosu. Demoniczne armie regularnie wychodzą z Osnowy i najeżdżają rzeczywistą przestrzeń, aby siać spaczenie i poszerzać wpływy swojego bóstwa.
Armia Demonów bazuje na agresywnej taktyce, ale jej ostateczne wykonanie może różnić się w zależności od udziału demonów konkretnego bóstwa w armii. Pomniejsze demony mogą być wspierane przez obecność Większych Demonów danych bóstw, które oprócz dodatkowych umiejętności samymi statystykami nie ustępują pojazdom pancernym większości armii.

#### Rycerze Chaosu
Rycerze Chaosu są Rycerzami Imperialnymi, którzy przeszli na stronę Chaosu i wspierają jego armie w plugawych krucjatach. Obecność Rycerzy Chaosu budzi przerażenie w szeregach sił imperialnych i stanowi znaczące wsparcie dla sług Chaosu. Niektórzy rycerze wybierają służbę na rzecz konkretnego bóstwa, podczas gdy inni-podobnie jak większość zbuntowanych Legionów służy Chaosowi Niepodzielonemu.
Założenia rozgrywki Rycerzami Chaosu bardzo przypominają założenia rozgrywki Rycerzami Imperialnymi.

### Xenos
Xenos to oficjalne i pogardliwe określenie, które instytucje Imperium stosują na obcych. Jest to zbiorcze określenie na wszystkie wszystkie rozumne istoty nie należące do Chaosu i nie przypominające ludzi, jakie można spotkać w uniwersum Warhammera-nie łączą ich żadne wspólne cele, ani struktury. Zarówno Imperium przeświadczone o supremacji człowieka jak i siły Chaosu siejące zniszczenie są wrogami Xenos i toczą z nimi wojny o dominację w Galaktyce i kontrolę nad jej zasobami. Xenos toczą wojny także między sobą w przypadku sprzecznych interesów.

#### Eldarzy
Eldarzy (ang. Aeldari) są starożytną rasą istniejącą na długo przed ludźmi. W odróżnieniu od innych ras wszyscy przedstawiciele Eldarów posiadają zdolności psioniczne, co często wykorzystywane jest w ich uzbrojeniu i technologii. Niegdyś Eldarzy tworzyli potężne imperium, jednak na skutek kataklizmu zwanego Upadkiem Eldarów ich dawne imperium zostało zniszczone, większość Eldarów zginęła, natomiast ocaleni Eldarzy znajdują się na skraju wyginięcia. Po zniszczeniu swojego imperium Eldarzy przemierzają Galaktykę w olbrzymich światostatkach (ang. Craftworlds) starając się unikać zagrożeń dla przetrwania swojej rasy. Ze względu na swoją historię poprzedzającą większość ras i umiejętności psioniczne Eldarzy patrzą z wyższością na inne rasy i uważają je za prymitywne bestie, które należy likwidować gdy zagrażają ich celom.
Eldarzy wzorowani są na elfach z klasycznej fantastyki. Na polu walki armia Eldarów oprócz regularnych jednostek bazuje na elitarnych i wyspecjalizowanych oddziały przeznaczonych do konkretnego typu zadań. Eldarzy mają również największą mobilność spośród wszystkich armii, co daje najlepsze możliwości walki manewrowej.

#### Drukhari (Mroczni Eldarzy)
Mimo że należą do tego samego gatunku co Eldarzy, to różnią się tym że zamiast uciec przed Upadkiem Eldarów na wielkie statki schronili się przed nim w wymiarze między rzeczywistością a Osnową. Zamieszkują wielkie miasto położone w tym wymiarze i muszą zadawać ból innym istotom, aby przedłużać swoje życie i przetrwać. W celu pozyskania innych istot urządzają pirackie rajdy na planety położone w Galaktyce. Ich społeczeństwo charakteryzuje się ciągłymi intrygami i nieustanną walką o władzę. Praktykują również mroczną alchemię i zakazane techniki klonowania.
Drukhari inspirowani są mrocznymi elfami z fantasy. Ich armia charakteryzuje się bardziej agresywną taktyką niż armia Eldarów, bazuje głównie na szybkości jednostek.

#### Orkowie
Orkowie są rasą brutalnych i prymitywnych obcych o zielonej skórze. Jedyną rzeczą jakiej pragną jest brutalna walka, co powoduje że regularnie zbierają się pod przywództwem silniejszych hersztów (ang. Warboss) w ogromne hordy i organizują kampanie wojenne od ich okrzyku bojowego nazywane Waaagh!. Intencjonalnie przedstawiani są w komiczny sposób, zarówno jeżeli chodzi o wygląd, obyczaje jak i język jakim się posługują (jest to angielski z celowymi błędami w wymowie i zapisie). Orkowie nie posiadają indywidualnych zdolności psionicznych, jednak silna wiara dużej grupy orków potrafi naginać rzeczywistość, co jest podstawą działania większości ich wyposażenia wojennego. Przykładem jest fakt, że Orkowie wierzą, że pomalowane na czerwono pojazdy poruszają się szybciej, co realnie powoduje taki efekt.
Orkowie wzorowani są na tolkienowskich orkach. Na polu bitwy armia orków bazuje na liczebności oraz brutalnym ataku skupionym na szarżach i walce wręcz. Oprócz regularnych frontowych jednostek Orkowie posiadają sporą ilość pojazdów mogących wspierać atak.

#### Imperium T'au

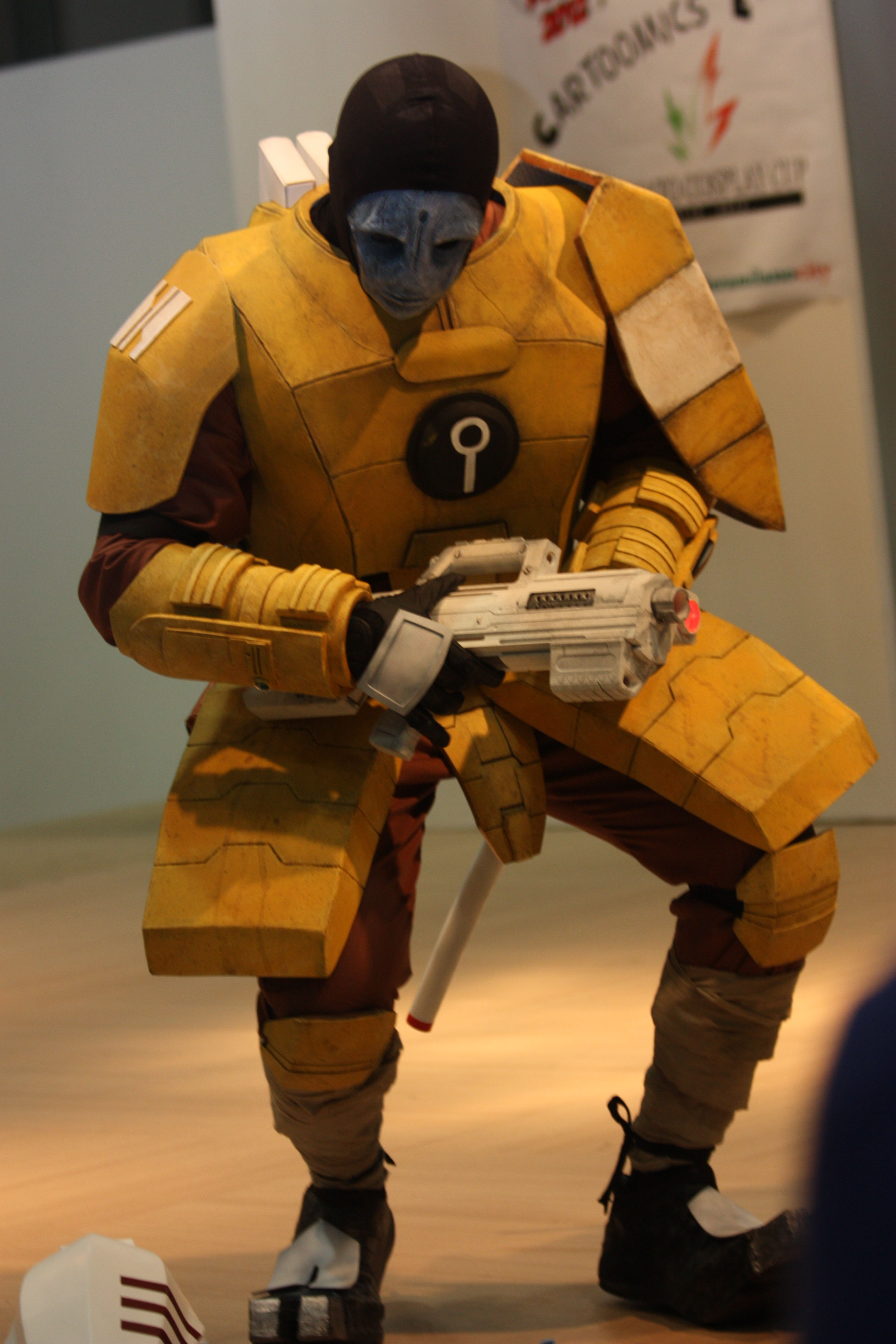
Wojownik Dominium Tau (cosplay)

W odróżnieniu od innych frakcji T'au (pisani również jako Tau) są młodą i dynamiczną rasą, która dopiero rozwija swoje imperium. Ich społeczeństwo kieruje się utylitarną ideologią Wyższego Dobra, w myśl której zamierzają zjednoczyć całą Galaktykę pod swoim przywództwem, aby zaprowadzić powszechny pokój i dobrobyt. Jako jedyna frakcja zamiast eksterminować przedstawicieli innych ras (również ludzi) wolą włączać ich w strukturę swojego państwa i wykorzystywać ich do pracy lub walki w charakterze wsparcia dla swojej armii. W odróżnieniu od Imperium, które postrzega zaawansowaną technologię w religijny sposób, T'au postrzegają ją czysto mechanicznie i wspierają postęp naukowy. Mimo deklaracji szczytnych celów, jeżeli ktoś nie chce dobrowolnie poddać się idei Wyższego Dobra, armia Tau przystępuje do zbrojnej pacyfikacji celu. Spora liczba ludzkich planet dobrowolnie dołączyła do ich imperium, ponieważ idea Wyższego Dobra zakłada bardziej zrównoważone gospodarowanie zasobami i większą troskę o los obywateli niż imperialne doktryny.
Tau najbardziej przypominają typową cywilizację science fiction, z silnymi inspiracjami kulturą japońską. Na polu walki ich armia bazuje głównie na walce dystansowej oraz wsparciu piechoty przez kombinezony bojowe oraz wielkie maszyny kroczące z cięższą bronią.

#### Nekroni
Nekroni są najstarszą z ras w grze. Pomimo iż kiedyś byli całkowicie organiczną rasą, zdecydowali się poświęcić swoje ciała w zamian za nieśmiertelność i w wyniku tego procesu zmienili się w rasę metalowych androidów z wyglądu przypominających szkielety. W wyniku tego procesu większość Nekronów utraciła świadomość i wolną wolę, jedynie ich przywódcy zachowali swoje procesy myślowe. Nekronów bardzo ciężko jest zniszczyć, ponieważ ich metaliczne ciała posiadają zdolność szybkiej naprawy. Po długiej i wyniszczającej wojnie w odległej przeszłości, zapadli w trwającą dziesiątki milionów lat hibernację, z której zaczęli się budzić dopiero w 40 tysiącleciu. Ich celem jest odbudowanie swojego dawnego imperium, zaś inne rasy postrzegają jako szkodniki stojące na ich drodze do tego celu.
Nekroni wzorowani są na nieumarłych z klasycznej fantastyki. Na polu walki ich armia korzysta z powolnej piechoty dysponującej silną bronią oraz posiada unikalną zdolność do regeneracji i wskrzeszania modeli zniszczonych w walce.

#### Tyranidzi
Tyranidzi są obcą rasą pochodzącą spoza Galaktyki. Przemierzają kosmos w olbrzymich rojach i pożerają każdą materię organiczną jaką znajdą na swojej drodze. Biomasa jaką pochłoną wykorzystywana jest do produkcji nowych Tyranidów oraz ewolucji poprzez wchłonięcie pożądanych cech swoich ofiar. Istnieje wiele podgatunków Tyranidów specjalizujących się w różnych rodzajach walki, jednak najbardziej liczne są najprostsze jednostki frontowe, których liczebność dochodzi do miliardów przy każdym ataku. Charakterystyczną cechą Tyranidów jest to, że nie korzystają z technologii - ich broń stanowią ich własne organy lub specjalnie hodowane organizmy będące w symbiozie z danym Tyranidem.
Prawdopodobnymi inspiracjami dla Tyranidów były teksty kultury takie jak Obcy oraz Starship Troopers. Na polu walki armia Tyranidów bazuje głównie na przytłoczeniu przeciwnika liczebnością drobnych jednostek oraz agresywnej taktyce z preferencją do walki wręcz.

#### Kulty Genokradów
Kulty Genokradów (ang. Genestealer Cults) powstają na skutek infekcji powodowanej przez gatunek zwiadowców Tyranidów zwany Genokradami (ang. Purestrain Genestealer). W wyniku infekcji dzieci ludzi zainfekowanych rodzą się jako Tyranidzko-ludzkie hybrydy, lojalne względem Genokrada, który po zainfekowaniu odpowiedniej liczby ludzi i powstaniu kultu zamienia się w Patriarchę (ang. Patriarch). Wraz z kolejnymi pokoleniami hybrydy coraz bardziej przypominają ludzi, co pozwala im łatwo infiltrować ludzkie społeczności-zwłaszcza przeludnione miasta Imperium. Kulty czczą Tyranidów jako bogów i w momencie przybycia floty roju wzniecają powstanie, aby zniszczczyć obronę planety i ułatwić jej pożarcie.
Armia Genokradów w dużej mierze opiera się na posiłkach i taktykach mających wciągnąć przeciwnika w zasadzkę.

#### Ligi Votann
Ligi Votann są konfederacją państw istot pochodzących od ludzi zwanych Squatami lub Kin. Mimo iż pochodzą od ludzi, nie wchodzą w skład Imperium Ludzkości i pozostają niezależni od niego. W odróżnieniu od Imperium stosują sztuczną inteligencję oraz udoskonalają technologię pochodzącą z dawnych schematów konstrukcyjnych. Androidy wyposażone w sztuczną inteligencję traktują na równi z żywymi Kin określając ich tytułem Ironkin. Ich kultura jest  oparta na rywalizacji i zysku, wypowiadają wojny innym frakcjom kiedy uznają to za opłacalne oraz prowadzą rabunkową gospodarkę planet bogatych w minerały. Każda ich społeczność posiada własny Votann - starożytny komputer wyposażony w AI, który odpowiada za zarządzanie większością aspektów życia kolonii oraz zapisywanie jej historii.
Ligi Votann wzorowane są na krasnoludach z klasycznej fantastyki z wyraźnymi elementami nordyckiej stylistyki. Na polu walki ich armia jest wytrzymała, ale powolna i dobrze nadaje się do defensywnego stylu gry.

## Gry osadzone w świecie Warhammer 40,000
- bitewne:
  - Warhammer 40,000 (do 24 czerwca 2023 roku 10 edycji)
  - Epic (3 edycje, ostatnia nazywa się: Epic: Armageddon)
  - Battlefleet Gothic
  - Necromunda (2 edycje, ostatnia nosi nazwę: Necromunda: Underhive)
  - Gorkamorka
  - Inquisitor
  - Aeronautica Imperialis (gra bitewna symulująca bitwy i pojedynki lotnicze; została wydana przez Forge World pod koniec 2006 roku)
- karciane:
  - Horus Heresy
  - Dark Millennium
  - Space Hulk: Anioł Śmierci
  - Warhammer 40,000 Conquest (pl. Podbój)
- fabularne
  - Dark Heresy
  - Rogue Trader
  - Deathwatch
  - Black Crusade
  - Only War
- komputerowe:
  - Space Crusade
  - Space Hulk
  - Space Hulk: Vengeance of the Blood Angels
  - Epic 40,000: Final Liberation
  - Warhammer 40,000: Chaos Gate
  - Warhammer 40,000: Rites of War
  - Warhammer 40,000: Fire Warrior
  - Warhammer 40,000: Dawn of War
  - Warhammer 40,000: Dawn of War – Winter Assault (niesamodzielny dodatek)
  - Warhammer 40,000: Dawn of War – Dark Crusade (samodzielny dodatek)
  - Warhammer 40,000: Dawn of War – Soulstorm (samodzielny dodatek)
  - Warhammer 40,000: Squad Command
  - Warhammer 40,000: Glory in Death
  - Warhammer 40,000: Dawn of War II
  - Warhammer 40,000: Dawn of War II – Chaos Rising
  - Warhammer 40,000: Dawn of War II – Retribution
  - Warhammer 40,000: Kill Team
  - Warhammer 40,000: Space Marine
  - Warhammer 40,000: Dark Millenium Online (prace wstrzymane)
  - Space Hulk
  - Space Hulk: Deathwing
  - Warhammer 40,000: Eternal Crusade
  - Warhammer 40,000: Dawn of War III
  - Warhammer 40,000: Inquisitor - Martyr
  - Warhammer 40,000: Mechanicus
  - Warhammer Underworlds: Online
  - Necromunda: Hired Gun
  - Warhammer 40,000: Darktide
  - Warhammer 40,000: Boltgun
  - Warhammer 40,000: Shootas, Blood & Teef
  - Warhammer 40,000: Space Marine 2
- planszowe:
  - Space Crusade
  - Space Hulk
  - Battle for Armageddon
  - Relic (2013)[2]
  - Horus Heresy (FFG)
  - Forbidden Stars
  - Horus Heresy: Betrayal at Calth
  - Horus Heresy: Burning of Prospero
  - Deathwatch: Overkill
  - Assassinorum: Execution Force
  - Lost Patrol
  - Blackstone Fortress (2018)[3]

## Niektóre książki osadzone w świecie Warhammer 40,000
- seria Duchy Gaunta (Gaunt's Ghosts), autor – Dan Abnett
- seria Kosmiczny Wilk (Space Wolf), autor – William King
- seria Ultramarines, 5 tomów, autor – Graham McNeill
- powieść Oko Terroru, autor – Barrington J. Bayley
- powieść „Execution Hour", autor – Gordon Rennie
- cykl Ciaphas Cain, 6 tomów, autor – Sandy Mitchell
- seria Horus Heresy, różni autorzy

W Polsce dotychczas wydano
- Dziesięć tomów cyklu Duchy Gaunta autorstwa Dana Abnetta[4]:
  - Pierwszy i jedyny z Tanith
  - Komisarz Gaunt
  - Nekropolia
  - Gwardia Honorowa
  - Karabiny Tanith
  - Czyste Srebro
  - Męczeństwo Sabbat
  - Zdradziecki Generał
  - Ostatni Rozkaz
  - Pancerz Pogardy
  - Tylko Śmierć
- Dwadzieścia dziewięć tomów cyklu Herezja Horusa (ang. Horus Heresy):
  - Czas Horusa - Dan Abnett
  - Fałszywi Bogowie - Graham McNeill
  - Galaktyka w płomieniach - Ben Counter
  - Ucieczka "Eisensteina" - James Swallow
  - Fulgrim - Graham McNeill
  - Zstąpienie Aniołów - Mitchel Scanlon
  - Legion - Dan Abnett
  - Bitwa o Otchłań - Ben Counter
  - Mechanicum - Graham McNeill
  - Z dziejów Herezji. Antologia opowiadań - pod redakcją Nick Kyme i Lindsey Priestley
  - Upadłe Anioły - Mike Lee
  - Tysiąc Synów - Graham McNeill
  - Nemezis - James Swallow
  - Pierwszy Heretyk - Aron Dembski-Bowden
  - Prospero w płomieniach - Dan Abnett
  - Era Mroku. Antologia opowiadań - pod redakcją Christian Dunn
  - Potępieńcy - Graham McNeill
  - Wybawienie Utracone - Gav Thorpe
  - ... I nie poznają co to strach - Dan Abnett
  - Prymarchowie. Antologia opowiadań - pod redakcją Christian Dunn
  - Krocząc w strachu - James Swallow
  - Cienie Zdrady. Antologia opowiadań - pod redakcją Christian Dunn i Nick Kyme
  - Anioł Exterminatus - Graham McNeill
  - Zdrajca
  - Legion
  - Piętno Calth
  - Vulkan Żyje
  - Niezapamiętane Imperium
  - Szramy
- Pięć tomów cyklu Kosmiczny Wilk:
  - Kosmiczny Wilk - William King
  - Szpon Ragnara - William King
  - Szary Łowca - William King
  - Wilcze Ostrza - William King
  - Synowie Fenrisa - Lee Lightner
- cykl Eisenhorn autorstwa Dana Abnetta:
  - Xenos
  - Malleus
  - Hereticus

- Sześć tomów cyklu Bitwy Kosmicznych Marines:
  - Świat Rynn - Steve Parker
  - Hellsreach - Aaron Dembski-Bowden
  - Polowanie na Voldoriusa - Andy Hoare
  - Oczyszczenie Kadillusa - Gav Thorpe
  - Upadek Damnosa - Nick Kyme
  - Bitwa o Kieł - Chris Wraigh
- Seria Prymarchowie
  - Roboute Guilliman
  - Leman Russ
  - Ognisty Brzask
  - Mściwy Syn

Zbiory opowiadań oraz pojedyncze pozycje:
- Oko Terroru - Barrington J. Bayley
- Strefa Śmierci - Marc Gascoigne i Andy Jones
- W głąb Maelstromu - Marc Gascoigne, Andy Jones
- Indomitus Crusade

## Muzyka
W latach 2001–2003 nakładem niemieckiej wytwórni Art Of Perception ukazało się 12 winylowych maxi singli oraz 3 płyty CD z muzyką elektroniczną inspirowaną rasami ze świata gry.